# Acacia ramiflora
Acacia ramiflora é uma espécie de leguminosa do gênero Acacia, pertencente à família Fabaceae.